# 西奥·艾普斯坦
西奥·纳撒尼尔·艾普斯坦（英語：Theo Nathaniel Epstein，1973年12月29日—）是芝加哥小熊的执行副总裁和总经理。波士顿红袜在2002年11月25日聘用当时年仅28岁的艾普斯坦为总经理，他也成为了大联盟历史上最年轻的总经理。2004年，艾普斯坦在他上任的第二年就带领红袜夺得阔别86年的世界大赛冠军，并在2007年再度夺冠。

## 早年生活
艾普斯坦从小在离芬威球场仅一英里外的布鲁克莱恩长大，并在布鲁克莱恩高中读书。他从未入选过学校的棒球队，但梦想着为红袜队工作。之后他进入著名的耶鲁大学读书，同时担任《耶鲁每日新闻报》体育版的编辑。1995年他从美国研究专业毕业。毕业后艾普斯坦在圣地牙哥教士的公共关系部门工作，不久就担任球队的棒球运营总监。工作的同时他也在圣迭戈大学法学院学习，并获得法律博士学位。

## 波士顿红袜队总经理
2002年11月25日，拉里·卢基诺成为波士顿红袜的主席和CEO，他聘请艾普斯坦到球队工作，并让艾普斯坦取代麦克·波特的位置，成为球队的总经理。上任后艾普斯坦为球队进行了几笔很关键的买卖，他带来了大卫·欧提兹，凯文·米拉和柯特·席林。在艾普斯坦来到球队的第二个赛季，红袜队便夺得世界大赛冠军，打破了长达86年之久的贝比鲁斯魔咒。
2005赛季结束后，艾普斯坦拒绝了球队给他的3年450万美元的合约，他认为：“这是一份需要全身心投入的工作，经过这么长的时间，我觉得我很难再完全投入进去。”但在2006年1月19日，情况发生的变化，艾普斯坦宣布他将回到红袜队中。5天之后红袜队宣布艾普斯坦仍将担任球队的总经理，并增加执行副总裁的职务。2007年红袜队再度获得世界大赛冠军。2008年11月，艾普斯坦称他和球队签订了新的合约，但拒绝透入合同的内容。

## 芝加哥小熊队
2011年10月11日與小熊球團簽下5年1850萬合約。

## 音乐生涯
2006年5月25日，艾普斯坦和珍珠果酱乐队同台亮相于TD花园，担任演唱会倒数第二首歌的吉他手。

## 家庭
西奥·艾普斯坦拥有一个双胞胎兄弟保罗，他们共同创立了一个慈善机构。他的爷爷菲利普·艾普斯坦（Philip G. Epstein）和叔祖父朱利斯·艾普斯坦（Julius J. Epstein）写的《北非谍影》获得过奥斯卡金像奖。他父亲莱斯利·艾普斯坦（Leslie Epstein）是一位小说家，担任波士顿大学创作专业的主任。艾普斯坦的姐夫丹·福特曼（Dan Futterman）创作的《柯波帝：冷血告白》也曾获得过奥斯卡金像奖。
2007年1月1日，艾普斯坦和玛丽·惠特尼结婚。同年12月12日，他们的儿子杰克在波士顿出生。